# Barolo Boys
Barolo Boys - Storia di una rivoluzione è un film del 2014 diretto da Paolo Casalis e Tiziano Gaia, presentato in concorso al Wine Country Film Festival di Sonoma, California. Il film ha vinto del Premio DOC Wine Travel Food 2014 come migliore documentario dell'anno.

## Trama
I Barolo Boys sono un gruppo di amici, piccoli produttori delle Langhe, che a cavallo tra anni 80 e 90 del secolo scorso cambiò radicalmente il mondo del Barolo e più in generale del vino italiano. Con loro, per la prima volta, il Barolo diventa un vino riconosciuto a livello internazionale, viene apprezzato oltreoceano e le bottiglie e le vigne raggiungono quotazioni astronomiche. La "rivoluzione" dei Barolo Boys è fatta di innovazioni tecniche ed enologiche, prime tra tutte l'utilizzo della barrique, piccola botte di derivazione francese, scelta che innescò polemiche e contrasti nel mondo del vino, scatenando una contrapposizione quasi ideologica tra Modernisti (i Barolo Boys) e Tradizionalisti.

## Produzione
Il film è stato girato nelle Langhe (La Morra, Barolo, Monforte, Serralunga), alle pendici dell'Etna (dove vive e lavora Marco de Grazia, il pigmalione dei Barolo Boys) e alle Cinque Terre, dove Elio Altare, leader dei Barolo Boys, ha intrapreso una nuova avventura.

### Vigneti di ambientazione
- Cannubi, Barolo, Piemonte, Italia (Langhe)
- Via Nuova, Barolo, Piemonte, Italia (Langhe)
- Brunate, Barolo, Piemonte, Italia (Langhe)
- Arborina, La Morra, Italia (Langhe)
- Cerequio, La Morra, Italia (Langhe)

## Distribuzione
Il film è stato presentato in concorso al Vancouver Film Festival 2015.
Il film è stato presentato e proiettato al Festival del Cinema Italiano contemporaneo a Toronto nel 2015

## Accoglienza
La visione del film non è da tutti condivisa, e molte critiche sono state mosse al contenuto della pellicola.

## Critica
- Tyler Colman, DrVino: "Elio Altare ha presentato la sua visione sul film attraverso commenti subito dopo la proiezione:  “Ci sono due tipi di vino: vino buono e vino cattivo". Uno scroscio di applausi ha accompagnato questo commento nella sala. E continuando, “È questione di gusto personale. Devo ancora trovare la persona nel mondo che beve vino con il mio stesso palato. Io non faccio vino per un palato generico; faccio vino per il mio palato!”"[4]

## Riconoscimenti
- Vincitore del premio DOC Wine Travel Food Prize 2014[1]
- Selezione Ufficiale Vancouver Film Festival 2015, IVFF[5]
- Selezione Ufficiale Kinookus Film Festival, Croazia
- Selezione Ufficiale Wine Country Film Festival 2014
- Selezione Ufficiale Corto e FIeno FIlm Festival 2014
- Selezione Ufficiale Overlook Festival 2014, Roma